# Пушнино (Березниковское сельское поселение)
Пушнино — деревня в Собинском районе Владимирской области России, входит в состав Березниковского сельского поселения.

## География
Деревня расположена в 10 км на юго-запад от центра поселения села Березники и в 28 км на юг от райцентра Собинки.

## История
В конце XIX века в деревне была построена Церковь Боголюбской иконы Божией Матери. По рассказам местных жителей, к храму примыкала деревянная трапезная и деревянная же колокольня (вероятно построенная ранее каменого храма). В деревне имелась школа грамоты, учащихся в 1896 году было 48.
В конце XIX — начале XX века деревня входила в состав Березниковской волости Судогодского уезда, с 1926 года — в составе Собинской волости Владимирского уезда. В 1859 году в деревне числилось 41 дворов, в 1905 году — 88 дворов, в 1926 году — 97 хозяйств и начальная школа.
С 1929 года деревня входила в состав Березниковского сельсовета Собинского района, с 2005 года входит в состав Березниковского сельского поселения.

## Население
| 1859 | 1905 | 1926 |
| ---- | ---- | ---- |
| 399  | 416  | 396  |

| 1859 | 1905 | 1926 | 2002 | 2010 | 2021 |
| ---- | ---- | ---- | ---- | ---- | ---- |
| 399  | ↗416 | ↘396 | ↘27  | ↘14  | ↘11  |

## Достопримечательности
В деревне находится недействующая Церковь Боголюбской иконы Божией Матери.